# オーストリアン・ブラック・アンド・タン・ハウンド
オーストリアン・ブラック・アンド・タン・ハウンド（英：Austrian Black and Tan Hound）は、オーストリア原産のセントハウンド犬種のひとつである。別名はオーストリアン・ブランドル・ブラッケ（英：Austrian Brandl Bracke）、フィアオイグルなど。

## 歴史
古代ケルト系犬種の直系の子孫で、若干スイスのブルーノ・ジュラ・ハウンドの血が入っているが、当時の姿を忠実に残し続けているといわれている。西暦1500年ごろには神聖ローマ帝国の皇帝であるマクシミリアン1世にも能力を評価され、飼育されていた。しかし、このあと19世紀までの詳しい資料が現存せず、その間本種に何があったのかは一切不明である。
主にパックもしくは単独でノウサギを狩るのに使われた。ノウサギの臭いを追跡し、発見すると自ら迅速に仕留め、主人のもとへ持ち帰った。
もともと頭数が少なく、オーストリア国外ではめったに見ることの出来ない希少な犬種である。FCIに公認犬種として登録されているため国際的な知名度はややあるが、まず原産国外で飼育されている犬はいない。

## 特徴
筋肉質の引き締まった体つきをしていて、脚は長く走るのが速い。頭部の形はケルト系セントハウンドのもので、マズルは長めで先細りである。首も少し長いが、体の均等が取れている。耳は垂れ耳、尾は飾り毛のない垂れ尾。コートはスムースコートで、毛色はその名の通りのブラック・アンド・タン。稀にブルー・アンド・タンやイザベラ（栗毛色）・アンド・タンの子犬も生まれるが、スタンダード外のため血統書は発行してもらえない。体高は雄50〜56cmで雌48〜54cm、体重は雌雄ともに20kg前後の中型犬である。性格は活発で従順、愛情深い。しつけの飲み込みは普通だが状況判断力が優れ、頭の回転が速い。嗅覚も鋭く、身体能力も高い。足腰が丈夫で起伏の激しい土地でも駆け回ることが出来、更に泳ぐことも得意である。家庭犬として飼育することも出来るが、猟犬のため吠え声は大きく、運動量が非常に多いため都心部での飼育にはあまり向いていない。